# Cacciatori di ombre
Cacciatori di ombre (Shadow Chasers) è una serie televisiva statunitense in 13 episodi di cui 9 trasmessi per la prima volta nel corso di una sola stagione dal 1985 al 1986.
È una serie del genere fantastico a sfondo giallo incentrata su casi al limite del paranormale.

## Trama
L'antropologo britannico Jonathan Mackensie e il giornalista Edgar 'Benny' Benedek indagano su eventi paranormali coadiuvati dalla dottoressa Julianna Moorhouse del Georgetown Institute Paranormal Research Unit (PRU).

## Personaggi e interpreti
- Dottor Jonathan MacKensie, interpretato da Trevor Eve.
- Edgar 'Benny' Benedek, interpretato da Dennis Dugan.
- Dottoressa Juliana Moorhouse, interpretato da Nina Foch.
- Melody Lacey, interpretato da Hermione Baddeley.

## Produzione
La serie, ideata da Kenneth Johnson e Brian Grazer, fu prodotta da Warner Bros. Television. Le musiche furono composte da Joseph Harnell.

### Registi
Tra i registi sono accreditati:
- Bob Sweeney in 3 episodi (1985)
- Barbara Peeters in 2 episodi (1985-1986)
- Alan Myerson in 2 episodi (1985)
- Tony Mordente in 2 episodi (1986)

### Sceneggiatori
Tra gli sceneggiatori sono accreditati:
- Harry Longstreet in 3 episodi (1985-1986)
- Renee Longstreet in 3 episodi (1985-1986)
- Susan Goldberg in 2 episodi (1985-1986)
- Peggy Goldman in 2 episodi (1985-1986)
- Bob Rosenfarb in 2 episodi (1985-1986)
- Craig Buck in 2 episodi (1985)
- Linda Campanelli in 2 episodi (1985)
- M.M. Shelly Moore in 2 episodi (1985)
- Mary Ann Kasica in 2 episodi)
- Michael Scheff in 2 episodi)
- Brian Grazer in un episodio (1985)
- Kenneth Johnson in un episodio (1985)

## Distribuzione
La serie fu trasmessa negli Stati Uniti dal 14 novembre 1985 al 16 gennaio 1986 sulla rete televisiva ABC. In Italia è stata trasmessa con il titolo Cacciatori di ombre.
Alcune delle uscite internazionali sono state:
- negli Stati Uniti il 14 novembre 1985 (Shadow Chasers)
- in Francia dal 25 maggio 1988 (Chasseurs d'ombres)
- in Spagna (Cazadores de sombras)
- in Italia (Cacciatori di ombre)

## Episodi
| Stagione       | Episodi | Prima TV USA |
| -------------- | ------- | ------------ |
| Prima stagione | 13      | 1985-1986    |